# Gymnasium Ort
Das Gymnasium Ort steht im Ortsteil Ort der Stadtgemeinde Gmunden im Bezirk Gmunden in Oberösterreich. Das Gymnasium der Barmherzigen Schwestern vom heiligen Kreuz steht unter Denkmalschutz.

## Geschichte
1892 als Volks- und Bürgerschule mit Internat, ausschließlich für Mädchen, von den Barmherzige Schwestern vom heiligen Kreuz gegründet, wurde das Angebot der Schule 1905 mit einem Stundenplan für die Höhere Mädchenschule ergänzt. Aus dieser Zeit stammt die Bezeichnung „Mädchenpensionat“, im Schuljargon „Pensi“.
1910 erfolgte wegen des großen Andranges eine Aufstockung des Schulgebäudes. Während des Zweiten Weltkrieges war die Schule eine staatliche Oberschule für Mädchen und nahm im Herbst 1945 den Betrieb als Mädchenrealgymnasium wieder auf.
Inzwischen steht die Schule Mädchen und Burschen gleichermaßen offen und wird koedukativ geführt. Das Internat wurde mangels Frequenz aufgelassen (Beides seit dem Schuljahr 1999/2000 wirksam).
Im März 2021 wurde bekannt, dass das Gymnasium aufgrund der stetig fallenden Zahl an Schülern mit Ende des Schuljahres 2024/2025 schließen wird. Die angeschlossene Volksschule und der Kindergarten sollen weitergeführt werden.
Im Mai 2023 hat die Provinzleitung der Kreuzschwestern Europa Mitte auf Initiative einiger Eltern entschieden, den Betrieb der AHS als CAMPUS Ort fortzuführen. Er verfügt neben dem bereits bestehenden Kindergarten, der Volksschule und der AHS Langform künftig auch über eine Krabbelstube.

## Leitung
- ca. 1977–2005 Sr. Margareta Maria (Veronika) Moser
- 2005–2012 Herbert Blasch
- 2012–2017 Martina Reingruber
- 2017–2019 Iris Wolf
- 2019–2024 Wolfgang Kurz
- ab 2024 Wolfgang F. Karrer

## Bekannte ehemalige Schüler und Absolventen
Der Absolventenverein der Schule trägt die Bezeichnung Concilium Pensionat.
Bekannte ehemalige Schüler sind unter anderem:
- Barbara Frischmuth (1941–2025), Schriftstellerin
- Maria Berger (* 1956), Juristin und Richterin am Europäischen Gerichtshof
- Maria Fekter (* 1956), Politikerin (ÖVP)
- Leander Fischer (* 1992), Schriftsteller